# Pavlos Apostolidis

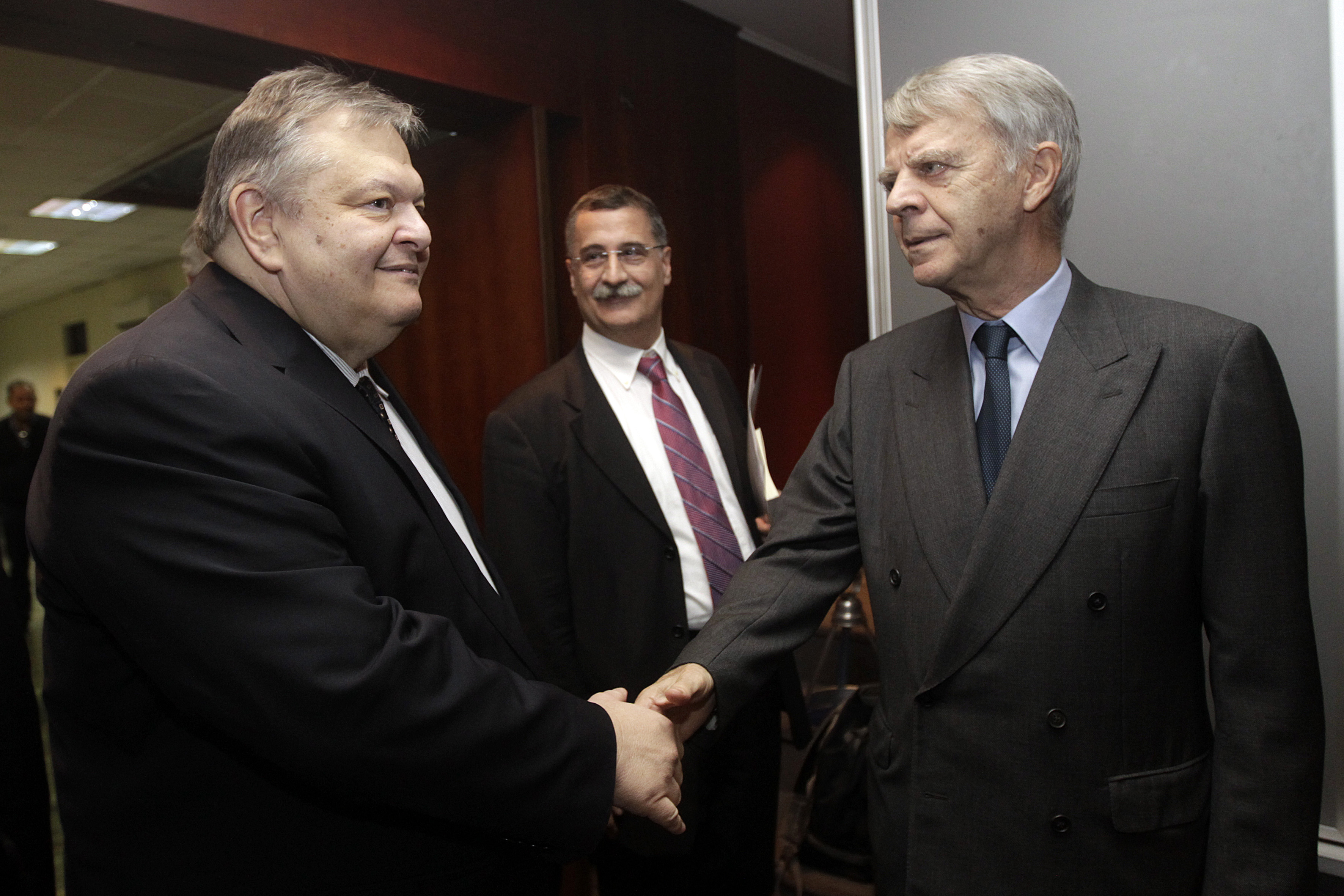
Pavlos Apostolidis (2014)

Pavlos Apostolidis (griechisch Παύλος Αποστολίδης, * 1942) ist ein griechischer Diplomat. Er war Minister für Verwaltungsreform und E-Government im Kabinett Pikrammenos.

## Karriere
Er studierte Rechtswissenschaften an der Nationalen und Kapodistrias-Universität Athen.
Von 1984 bis 1987 fungierte er als Berater für die Griechische Botschaft in Ankara. Von 1987 bis 1990 war er Botschafter Griechenlands in Saudi-Arabien, Jemen und im Oman, von 1990 bis 1993 Botschafter in der Republik Zypern. Von 1993 bis 1995 war er Direktor im Ministerium für bilaterale Beziehungen. Von 1995 bis 1998 war er Ständiger Vertreter der Griechischen Regierung bei der Europäischen Kommission.
Von 1999 bis 2004 war er Direktor des nationalen Nachrichtendienstes EYP. Von 2004 bis 2011 arbeitete er als Berater für die griechische Alpha Bank. Ab dem 17. Mai 2012 war er Minister für Verwaltungsreform und E-Government.